# Benjamin T. Biggs

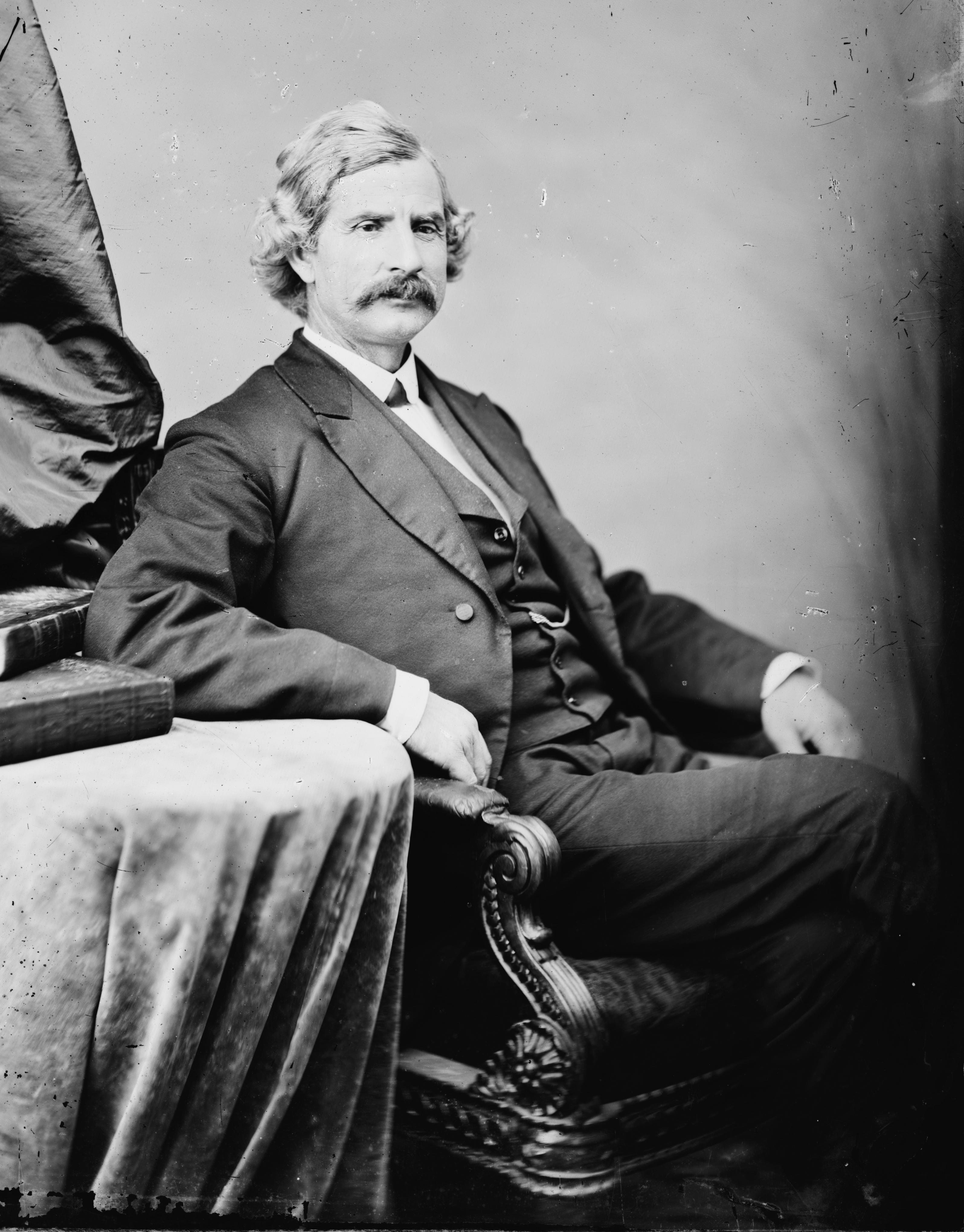
Benjamin T. Biggs

Benjamin Thomas Biggs (* 1. Oktober 1821 im New Castle County, Delaware; † 25. Dezember 1893 in Middletown, Delaware) war ein US-amerikanischer Politiker und von 1887 bis 1891 Gouverneur des Bundesstaates Delaware. Zwischen 1869 und 1873 vertrat er seinen Staat im US-Repräsentantenhaus.

## Frühe Jahre und politischer Aufstieg
Benjamin Biggs besuchte das Pennington Seminary in New Jersey und die Wesleyan University in Middletown (Connecticut). Während des Mexikanisch-Amerikanischen Krieges war er Major der Miliz von Delaware. Er nahm aber an keinen Kampfhandlungen teil. Danach war er Lehrer und Pfirsichzüchter im New Castle County.
Politisch gehörte Biggs zunächst der Whig Party an. Im Jahr 1852 war er Mitglied einer Versammlung zur Überarbeitung der Staatsverfassung von Delaware. Nachdem sich seine Partei in den 1850er Jahren aufgelöst hatte, trat Biggs den Demokraten bei. Diese Partei lehnte sich damals in Delaware mehr an die Politik der Südstaaten an und stand in scharfer Opposition zu den Republikanern. Sie trat für die Erhaltung der Sklaverei und die Rechte der Einzelstaaten gegenüber der Bundesregierung ein. Damals stieg Biggs auch in das Eisenbahngeschäft ein und wurde Direktor der Kent & Queen Annes Railroad.

## Kongressabgeordneter
Im Jahr 1860 bewarb sich Biggs erfolglos um einen Sitz im Repräsentantenhaus in Washington, der stattdessen an George P. Fisher ging. Acht Jahre später schaffte er aber durch einen leichten Wahlsieg gegen den Republikaner Alfred Torbert den Einzug in den Kongress. Dort diente er zwei Legislaturperioden lang bis 1873 in der Minderheitsfraktion seiner Partei. Im Jahr 1872 war er Delegierter auf der Democratic National Convention. Bis 1886 nahm er dann eine politische Auszeit. Erst im Jahr 1886 kehrte er als Kandidat seiner Partei für die anstehende Gouverneurswahl auf die politische Bühne zurück.

## Gouverneur von Delaware
Die Wahlen am 2. November dieses Jahres gewann er mit 64 % der Wählerstimmen gegen James R. Hoffecker, der eine Prohibitionsbewegung vertrat. Die Republikaner stellten wegen der zu erwartenden Chancenlosigkeit erst gar keinen eigenen Kandidaten auf. Biggs trat sein neues Amt am 18. Januar 1887 an. In seiner vierjährigen Amtszeit wurde eine staatliche Nervenheilanstalt gegründet. Die Schulaufsichtsbehörde wurde von zwei auf drei Schulräte aufgestockt und das Versicherungswesen wurde durch ein Gesetz neu geregelt. Andere Reformvorschläge des Gouverneurs blieben in der Legislative hängen. Während seiner Regierungszeit begann ein langsamer Aufstieg der bis dahin in Delaware schwachen Republikanischen Partei, die auch von Querelen innerhalb der Demokraten profitierte. Erstmals errang sie eine kleine Mehrheit im Repräsentantenhaus von Delaware.
Nach dem Ende seiner Amtszeit am 20. Januar 1891 zog sich Biggs aus der Politik zurück und widmete sich bis zu seinem Tod im Dezember 1893 seinen privaten Interessen. Mit seiner Frau Mary Beekman hatte der Gouverneur fünf Kinder.